# Notiohyphantes meridionalis
Espèce
Synonymes
- Linyphia meridionalis Tullgren, 1901

Notiohyphantes meridionalis est une espèce d'araignées aranéomorphes de la famille des Linyphiidae.

## Distribution
Cette espèce est endémique du Chili. Elle se rencontre dans les régions de Magallanes, du Biobío, de Santiago et de Coquimbo.

## Description
Les mâles mesurent de 3,2 à 3,3 mm et les femelles de 3,1 à 3,8 mm.

## Publication originale
- Tullgren, 1901 : Contribution to the knowledge of the spider fauna of the Magellan Territories. Svenska Expeditionen till Magellansländerna, vol. 2, no 10, p. 181-263.